# Erannis umbraria
Erannis umbraria là một loài bướm đêm trong họ Geometridae.